# Synaxarion

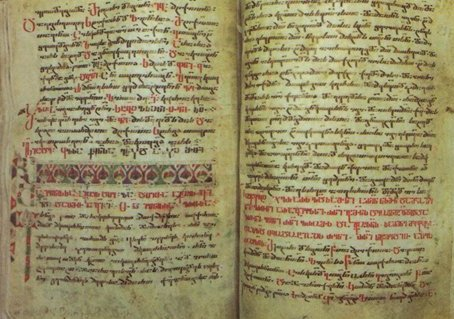
Gruzínské synaxarion z 11. století

Synaxarion, lat. synaxarium je liturgická kniha, užívaná ve východních pravoslavných i katolických církvích. Obsahuje seznam svátků a světců na jednotlivé dny církevního roku, případně i krátké životopisy. Zhruba tak odpovídá martyrologiu římskokatolické církve.
Synaxarion pro Konstantinopolskou církev, které se pak rozšířilo i jinde, vzniklo patrně z podnětu císaře Konstantina VII. (905–959). Z jedné jeho verze pak vzniklo řecké menaion (měsíční kalendář), jinou verzi patrně v polovině 12. století přeložili bulharští a ruští kněží do církevní slovanštiny. Tato verze se nazývá Prolog.